# ضرب (عنف)

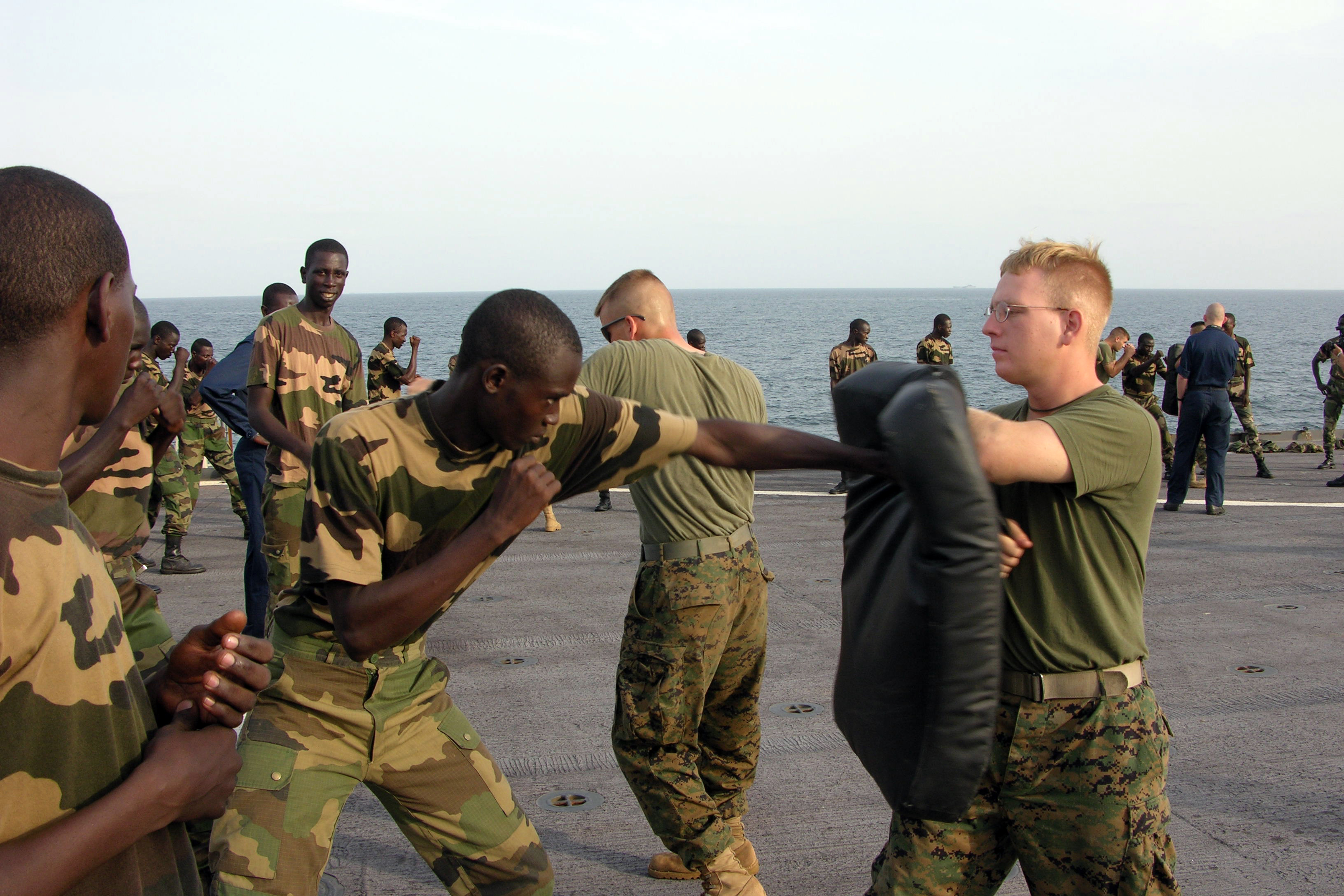

الضرب هو تعنيف للشخص، ومثال على ذلك: تحريك كف اليد بسرعة باتجاه وجه الشخص، أو توجيه لكمة أو ضربة إلى شخص ما، أو حتی ركلهِ، وهو سلوك عنيف غير جيد لما يجلبه من أضرار نفسية وجسدية للمضروب، وقد تصل أحكام الضرب في المحاكم إلى السجن.